# 潛龍瀧站

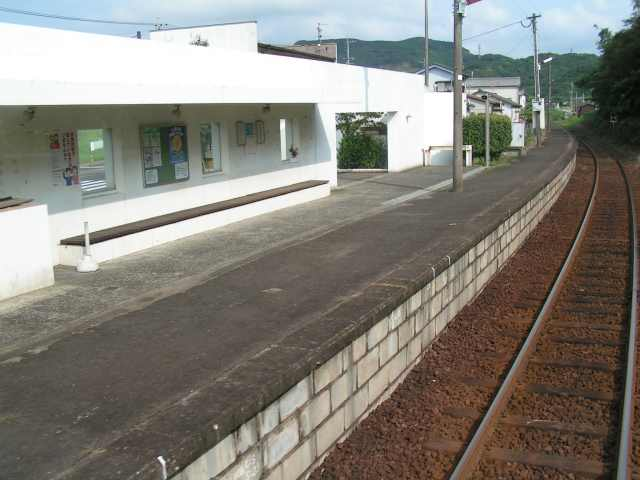
月台（2006年8月28日）

潛龍瀧站（日语：／ Senryugataki eki */?）是位於長崎縣佐世保市江迎町田之元，松浦鐵道的西九州線車站。
在國鐵、JR九州松浦線時代，此站名為「潛龍（日语：／）站」，由第三部門鐵路接手時改為現名。現時的車站大樓由建築家團紀彥設計。

## 歷史
- 1939年（昭和14年）1月25日 - 國鐵伊萬里線（後來為松浦線）「潛龍站」（日语：／）啟用。當時車站位於現地西邊（靠近豬調站一方）。
- 1962年（昭和37年）7月9日 - 車站附近發生暴雨，使附近一座煤礦山到塌，使車站內被沙土淹埋。
- 1968年（昭和43年）2月1日 - 結束貨物業務。
- 1970年（昭和45年）10月1日 - 成為無人車站。
- 1987年（昭和62年）4月1日 - 伴隨國鐵分割民營化，車站由九州旅客鐵道（JR九州）營運[1][2][3]，成為JR九州松浦線車站。
- 1988年（昭和63年）4月1日 - 松浦鐵道接管松浦線，成為松浦鐵道西九州線車站。同時改名為潛龍瀧站。。

## 車站構造
車站是一座地面車站，設有1面1線的單式月台。此站是無人車站，在1996年，車站建設了白色混凝土製成的簡易車站大樓。

## 使用狀況
在2018年度，1日平均上落車人次為120人。在2004年度，1日平均上落車人次為207人。在2003年度，1日平均上落車人次為196人。

## 車站周邊
- 國道204號
- 江迎地區文化會館 - 與現時車站大樓一樣，由同一設計師設計（於1995年竣工）。
- 豬調郵局
- 潛龍團地
- 潛龍德田心臟科內科整形外科醫院
- 潛龍聖母幼稚園
- 潛龍瀑布（平戶八景（日语：平戸八景））
- 福井川橋樑（日语：福井川橋梁）

## 相鄰車站
松浦鐵道
西九州線
豬調－潛龍瀧－吉井

## 注腳
1. ↑  九州鉄道百年祭実行委員会・百年史編纂部会 (编).  初版. 九州旅客鉄道. 1988: 181 （日语）.
2. ↑  『交通年鑑 昭和63年版』 交通協力會，1988年3月。
3. ↑  今村都南雄 『民営化の效果と現実NTTとJR』 中央法規出版，1997年8月。ISBN 978-4805840863
4. ↑  長崎縣統計年鑑

## 外部連結
- 潛龍瀧站時間表 （页面存档备份，存于）（日語） - 松浦鐵道